# École des mines de Freiberg
L’École des mines de Freiberg est, avec l’École des Ponts et Chaussées, la plus vieille école d'ingénieur au monde. C’est aujourd'hui une université spécialisée dans l'économie et l'exploitation des ressources naturelles : sciences de la terre, génie des matériaux, énergétique et sciences de l'environnement.

## Histoire
L'École des mines de Freiberg (Kurfürstlich-Sächsische Bergakademie zu Freiberg) a été créée en 1765, c’est-à-dire en plein Siècle des Lumières, par le  prince Xavier de Saxe sur proposition de Friedrich Wilhelm von Oppel (1720−1767), Carl-Wilhelm et Friedrich Anton von Heynitz. La création d'un tel établissement était devenue indispensable, car après sa défaite à la Guerre de Sept Ans, le Royaume de Saxe devait multiplier ses ressources minières pour pouvoir faire face au paiement de l’indemnité de guerre. Après la restructuration des États allemands provoquée par le Traité de Presbourg, l'école a été rebaptisée en 1806 École des mines royale de Saxe en Freiberg. 

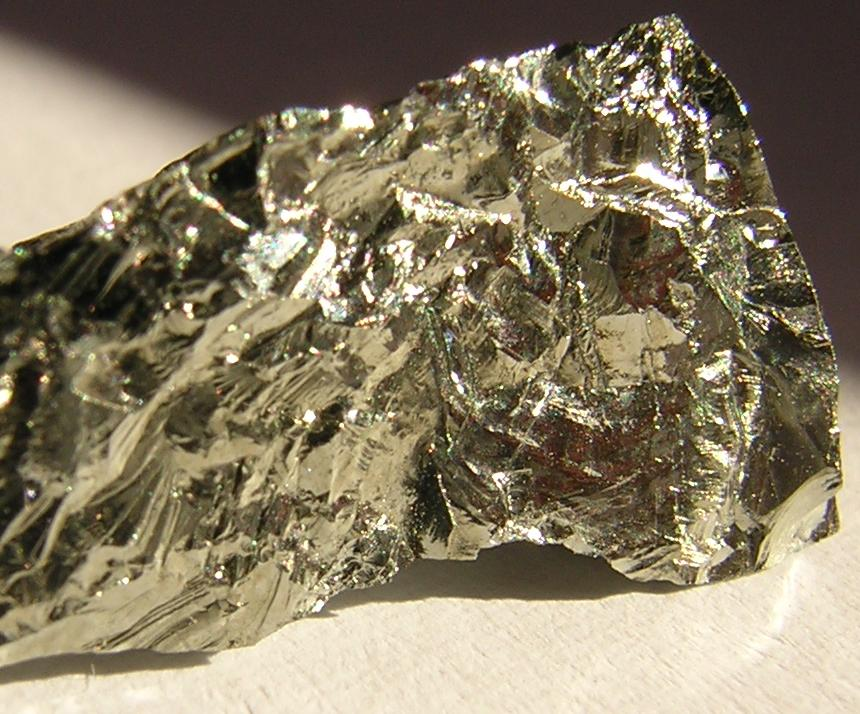
Germanium à l'état natif.

L’École des mines se trouve par conséquent être la plus ancienne école des Mines encore en activité, puisque celles qui la précédaient : Potosí (Bolivie, 1557–1786), Kongsberg (Norvège, 1757–1814), Banská Štiavnica (1762–1919) et Prague (1762–1772) n'existent plus depuis longtemps. Avec l’École des Ponts et Chaussées fondée en 1747, elle est aussi la plus vieille école d'ingénieur. Novalis (nom de plume de Friedrich von Hardenberg), célèbre poète du premier romantisme allemand, y a fait ses études  : son admiration pour le professeur de minéralogie, J. Fr. von Charpentier, a fait l'objet d'une pièce de théâtre (Novalis à Freiberg, Paris, 2015).
C'est à l'école des mines que l'on découvrit deux nouveaux éléments de la table de Mendeléev : l’Indium (1863 par Ferdinand Reich et Theodor Richter) et le germanium (1886 par Clemens Winkler).
Jusqu'à l'inauguration de l’Université technologique de Dresde en 1871, l’École des mines de Freiberg était la plus grande école d'ingénieurs du Royaume de Saxe. Assimilée en 1899 à une École d'ingénieur, elle obtint en 1905 l'équivalence entre le doctorat et le diplôme de docteur-ingénieur qu'elle délivrait, puis en 1939 avec le doctorat ès sciences. Devenue « institut polytechnique » (Technische Universität Bergakademie Freiberg), elle s'est agrandie en 1940 d’une faculté du génie minier et métallurgique puis en 1955 d’une faculté d’économie de l'entreprise et de mathématiques appliquées. Sous la RDA on créa en 1955 la « Faculté des Travailleurs Wilhelm Pieck ». Deux professeurs de l’École, Erich Rammler et Georg Bilkenroth, ont obtenu en 1951 le Premier Prix de la RDA pour leurs recherches en génie des procédés (gazéification), ayant abouti au four à pyrolyse du lignite.

### L’École depuis la Réunification

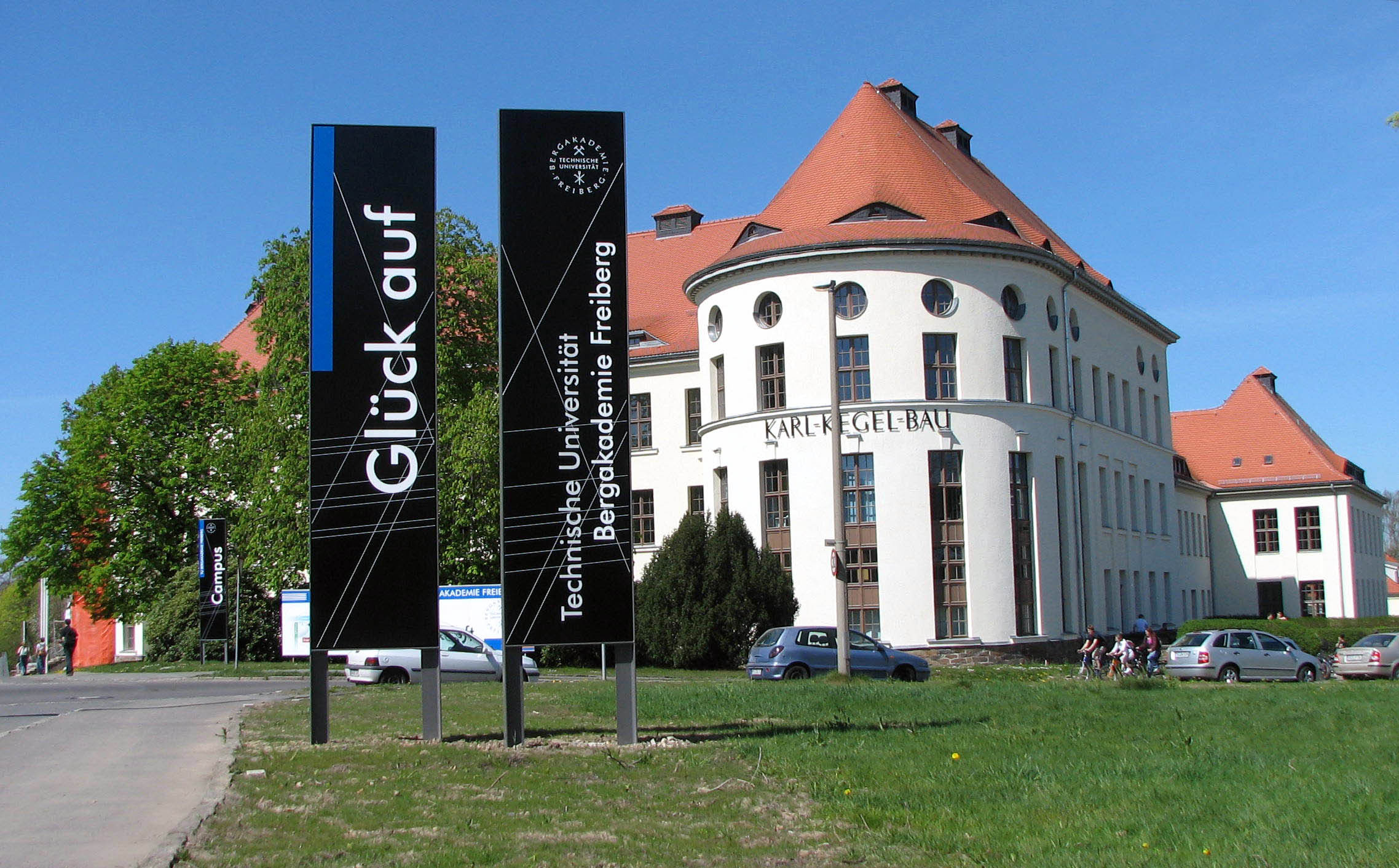
Le slogan Glück Auf à l'entrée du campus.

Dans le cadre de la Réunification allemande, l’infrastructure matérielle et règlementaire de l’École des mines a été revue entièrement. Récemment, l’UTU Bergakademie Freiberg (TUBAF) a étendu ses compétences au domaine des semi-conducteurs, ce qui a incité plusieurs entreprises du secteur (Siltronic AG, Deutsche Solar – une filiale de SolarWorld AG) à s'installer à Freiberg. Outre les sciences de la terre et des matériaux, TUBAF continue de promouvoir les sciences de l'Environnement. Freiberg, avec sa spécialisation au recyclage des matériaux, s'impose dans le monde de la recherche comme une grande école moderne, tournée vers l'écologie.
Depuis 2003, la TUBAF décerne le Prix Hans-Carl-von-Carlowitz financé par l'association des partenaires industriels du Centre Interdisciplinaire d’Écologie (IÖZ) : ce prix couronne des « réalisations remarquables dans le domaine de la recherche en Environnement au sein de l’École des mines. » Il vise à promouvoir les recherches des étudiants et anciens étudiants, mais aussi à faire connaître l'œuvre d’Hans Carl von Carlowitz.
La TU Bergakademie Freiberg est aujourd'hui reconnue au niveau international dans le domaine des Sciences de la Terre. Depuis le rattachement de la RDA à la République fédérale, l’université se positionne dans le domaine des ressources naturelles. Elle dispense une formation essentiellement orientée sur les sciences de la terre, les matériaux, les économies d'énergie et la connaissance des milieux environnementaux.
Depuis octobre 2008, la collection de minéraux de l'École des mines, l'une des plus importantes au monde, a été transférée au château de Freudenstein. L'exposition permanente terra mineralia a été rendue possible par un prêt permanent de la Suissesse Erika Pohl-Ströher.
Parmi les filières accessibles aux étudiants, on trouve l'archéologie industrielle (enseignement dispensé exclusivement à Freiberg pour ce qui concerne l'Allemagne), et deux cursus de maîtrises en anglais : International Management of Resources and Environment (IMRE) et International Business in Developing & Emerging Markets (IBDEM).

## Fondations
Grâce au Fonds Dr.-Erich-Krüger, la TU Bergakademie Freiberg a reçu en décembre 2006 avec un don de 3 M€ la plus importante donation conférée à une école supérieure d'Etat en Allemagne. Avec les contributions immobilières de l'entrepreneur Peter Krüger (originaire de Freiberg et ancien étudiant), l’université dispose de moyens suffisants pour moderniser les équipements de recherche et subventionner les boursiers.
Krüger, qui venait d'être élu président d'honneur, est décédé le 13 juillet 2007, à Munich.
Au début de 2007, un nouveau fonds a été ouvert au profit de TUBAF par la société SolarWorld AG spécialisée dans la cellule photovoltaïque. Il sera mis à disposition de la faculté de Chimie et de physique.

## Organisation
Il y a au total six facultés :

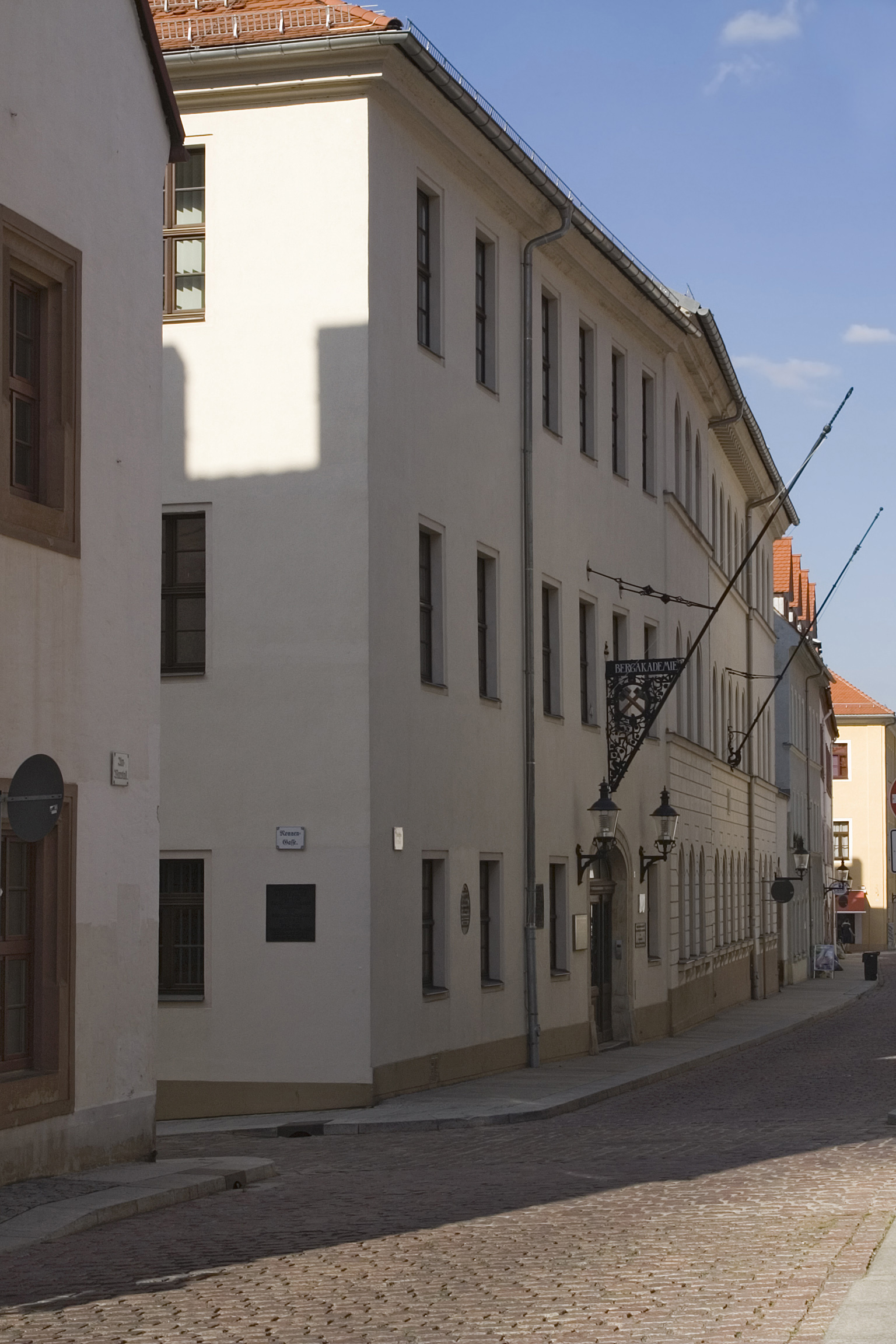
Le bâtiment historique dans Akademiestrasse.

- Faculté de Mathématiques et d'Informatique (Faculté 1)
- Faculté de Chimie et de physique (Faculté 2)
- Faculté des Sciences de la Terre, de Géotechnique et des Mines (Faculté 3)
- Faculté de Génie Mécanique, Génie des procédés et génie énergétique (Faculté 4)
- Faculté Science et Technologie des Matériaux (Faculté 5)
- Faculté de Sciences économiques (Faculté 6)

À l'automne 1996, un « Centre Interdisciplinaire d’Écologie » (IÖZ) a ouvert ses portes.
Pour l'année universitaire 2009-10, on compte 5000 étudiants inscrits à la TU Bergakademie, dont 30 % d'étudiantes et 8 % d'étudiants étrangers. Il y a au total 27 filières différentes (2009), qui ont été reformatées conformément au cursus Licence/Master/Doctorat imposé par le Processus de Bologne. La TUBAF se distingue par son ouverture vers les applications industrielles et se multiples coopérations avec les partenaires privés, ce que reflète à la fois le nombre de ses étudiants, et des contrats de recherche représentant au total 35 millions d'euros pour la seule année 2008.
La TU Bergakademie Freiberg est l'un des organismes cofondateurs de l’Institut Supérieur International de Zittau (IHI) créé en 1993, et elle est à l'initiative du regroupement des établissements d'enseignement supérieur de Saxe, le SAXEED.

## Bâtiments et campus

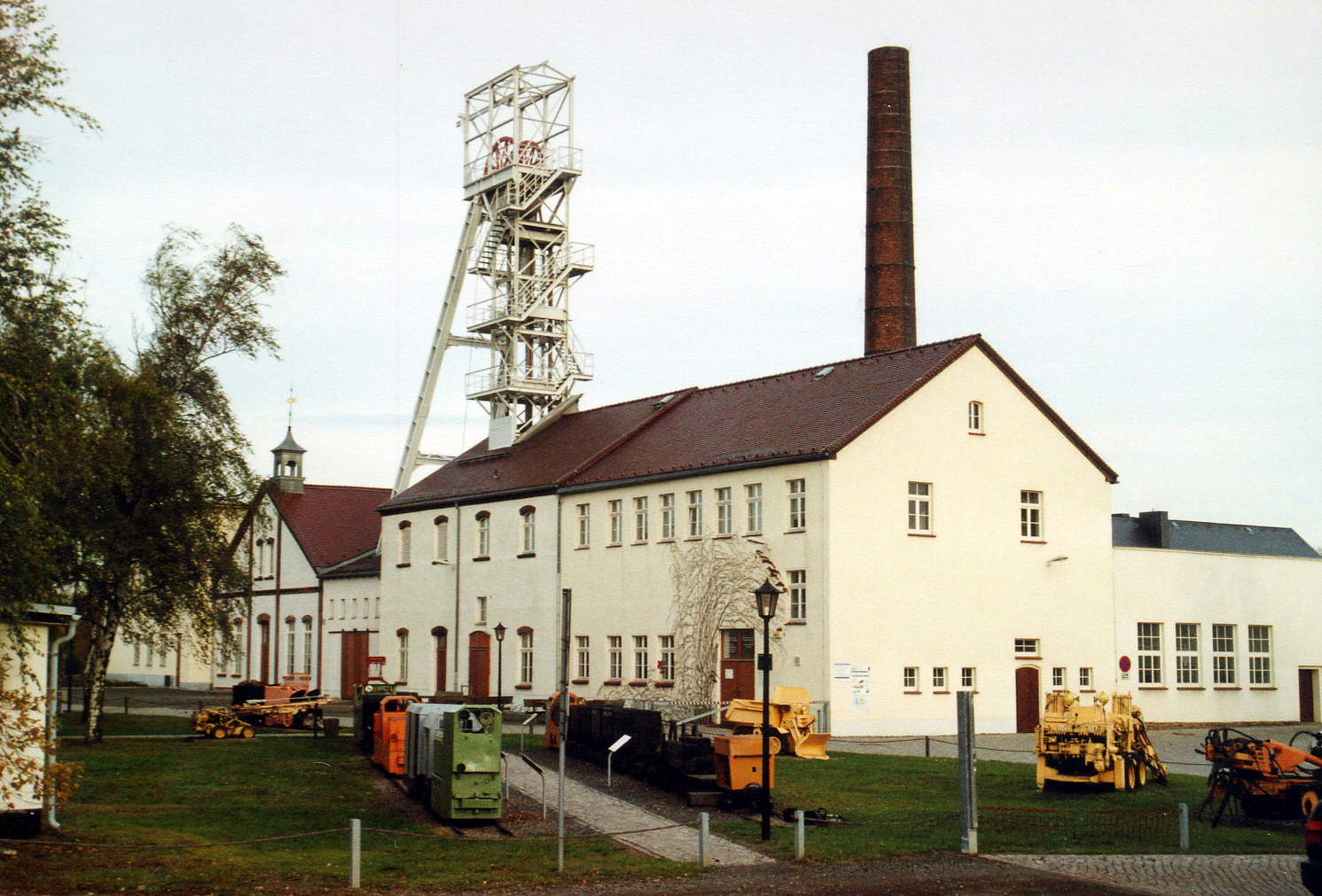
L'exploitation « Reiche Zeche ».

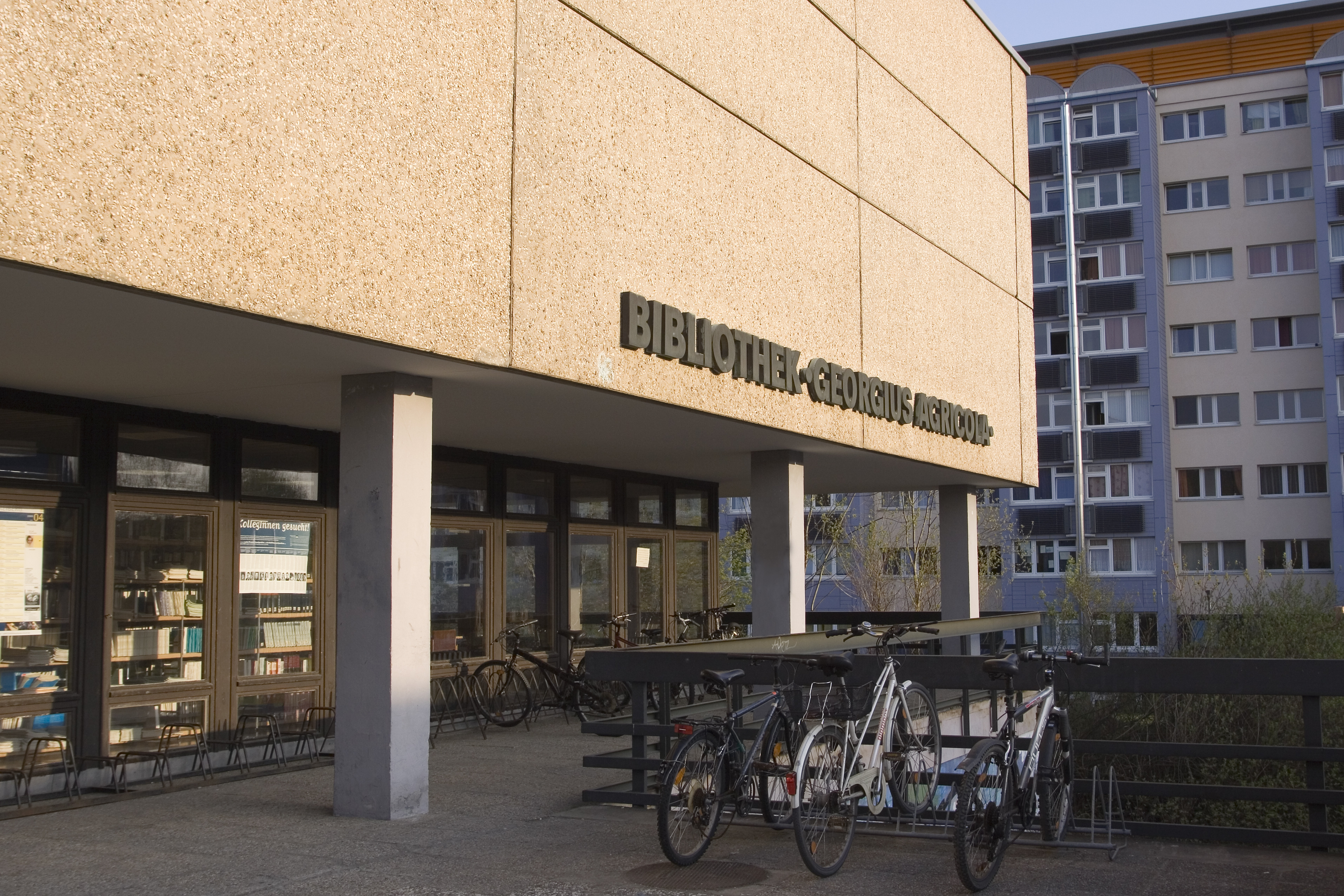
La bibliothèque universitaire de l’École.

L’École des mines de Freiberg est un campus universitaire, dont la plus grande partie se trouve au nord de la  ville de Freiberg. Mais il y a toujours quelques bâtiments dans le centre-ville, comme les locaux historiques dans Akademiestrasse (voir photo), la médiathèque dans Prüferstrasse, l'association estudiantine Alte Mensa dans Petersstrasse, l'immeuble Werner dans la Brennhausgasse (abritant l'Institut de Mineralogie, ainsi que les collections minéralogiques et les cartes historiques), les bâtiments du n°45 de la Lessingstrasse (abritant les classes d'économie et l'institut de langue), sans compter les autres locaux installés autour du terril de la mine pédagogique dite « Reiche Zeche ».
Depuis octobre 2008, la collection de minéraux de l'École des mines, l'une des plus importantes au monde, a été transférée au château de Freudenstein. L'exposition permanente terra mineralia a été rendue possible par un prêt permanent de la Suissesse Erika Pohl-Ströher.
L’École des mines gère le patrimoine minier de la « Reiche Zeche »  et de l’« Alte Elisabeth », deux anciens placers ouverts aux visiteurs et où l'on enseigne également l'archéologie industrielle. 
L'Observatoire Sismologique de Berggießhübel est géré par l'Institut de Géophysique de l’École des mines de Freiberg.

## Coopérations internationales
L’École des mines de Freiberg entretient aujourd'hui 42 accords de coopération avec d'autres grandes écoles et universités. Parmi les célèbres universités et École des mines associées, citons : 
1. RWTH d’Aix-la-Chapelle
2. Université de technologie de Clausthal
3. Colorado School of Mines (États-Unis)
4. École des mines et de la métallurgie de Cracovie (Pologne)
5. Université de Leoben (Autriche)
6. Institut minier de Moscou (Russie)
7. École des mines de Saint-Pétersbourg (Russie)
8. South Dakota School of Mines and Technology, Rapid City, South Dakota (États-Unis)
9. École des mines VŠB d’Ostrava (République Tchèque)
10. Université Géologique et Minière St-Ivan-Rilski, Sofia (Bulgarie)
11. China University of Geosciences Wuhan

## Étudiants et professeurs illustres

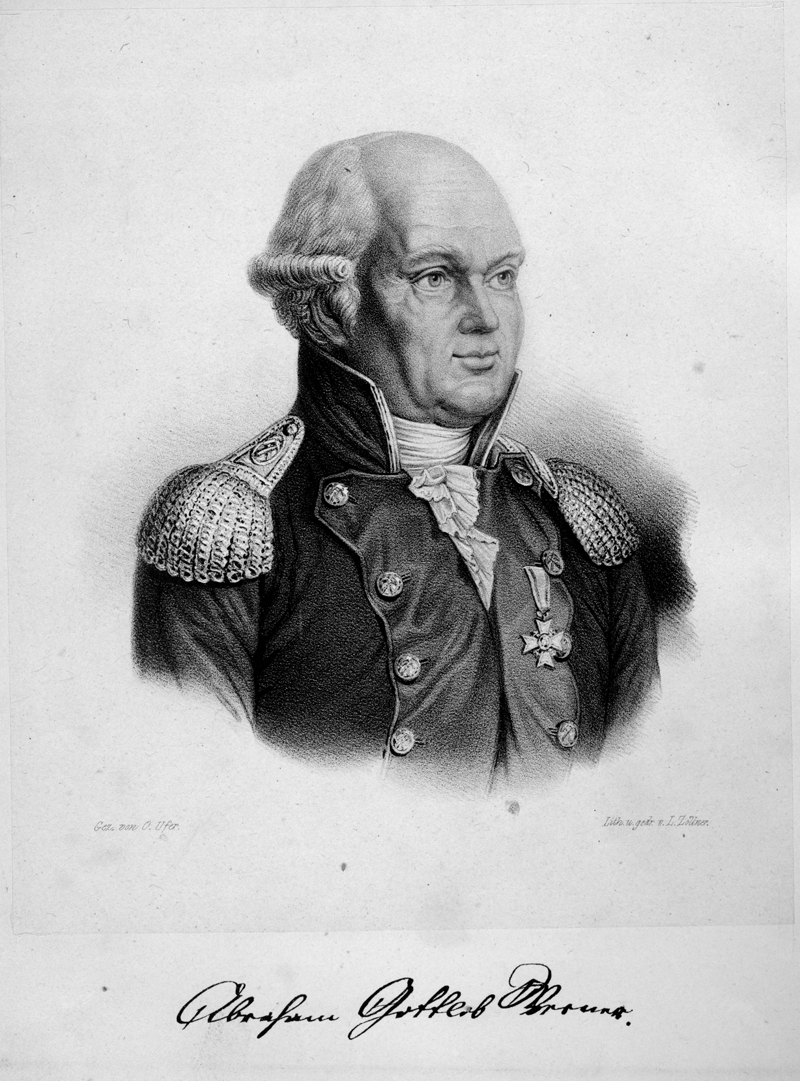
Abraham Gottlob Werner

- Johann August Friedrich Breithaupt étudiant de 1811 à 1813, professeur de 1826 à 1866
- Johann Friedrich von Charpentier, professeur à la fin du XIXe siècle
- Georges Claraz étudiant en 1856
- Carl Bernhard von Cotta étudiant de 1827 à 1831, professeur en 1842
- Ernst Engel, statisticien et économiste
- Georg Ph. von Hardenberg, dit Novalis, étudiant de 1797 à 1799
- Friedrich Emil Heyn étudiant de 1886−1890 sous la direction d'A. Ledebur
- Julius Ambrosius Hülße étudiant de 1830 à 1834
- Alexander von Humboldt étudiant de 1790 à 1792
- Herbert Jobst étudiant dans les années 1950
- Karl Alfons Jurasky professeur de 1941 à 1945
- Theodor Körner étudiant en 1808
- Karl Gustav Kreischer professeur de 1871 à 1891
- Wilhelm August Lampadius professeur de 1794 à 1842
- Adolf Ledebur professeur de 1874 à 1906
- Ernst Johann Traugott Lehmann (1777−1847), professeur de 1834 à 1847
- Johann Friedrich Lempe (1757−1801), professeur à partir de 1783 et éditeur du journal de l'école[6]
- Karl Edwin Leuthold professeur de 1876 à 1883
- Mikhaïl Lomonossov étudiant de 1739 à 1740
- Carl Emanuel Löscher étudiant de 1775 à 1777
- Kurt Merbach étudiant en 1856
- Friedrich Mohs étudiant en 1796
- Curt Adolph Netto étudiant de 1864 à 1869
- Fürchtegott Leberecht von Nordenflycht étudiant de 1778–1780
- Carl Eugenius Pabst von Ohain curateur de 1769 à 1784
- Erwin Papperitz professeur de 1892 à 1927 et recteur (1901 à 1903 puis 1905 à 1907)
- Le prince Georges Frédéric de Prusse, étudiant de 1996 à 2000
- Ferdinand Reich Studium 1816–1819, professeur de 1824 à 1866
- Théodore Richter étudiant de 1843 à 1847, professeur de 1856 à 1896
- Carl Schiffner, professeur 1902 à 1930
- Reinhard Schmidt professeur depuis 2001
- Johann Gottfried Tulla, hydrologue qui mena à bien la rectification du Rhin moyen.
- Georg Unland, professeur depuis 1993, recteur de 2000 à 2008
- Friedrich Wilhelm Schwamkrug étudiant de 1826 à 1830
- Georg Heinrich Wahle Professeur de 1883 à 1891
- Julius Ludwig Weisbach étudiant de 1822 à 1826, Professeur de 1836 à 1871
- Abraham Gottlob Werner étudiant de 1769 à 1771, Professeur de 1775 à 1817
- Paul Wilski Professeur de 1905 à 1916
- Clemens Alexander Winkler étudiant de 1857 à 1859, Professeur de 1873 à 1902

## Voir également
- Liste des universités allemandes